# Prasophyllum stellatum
Prasophyllum stellatum är en orkidéart som beskrevs av David Lloyd Jones. Prasophyllum stellatum ingår i släktet Prasophyllum och familjen orkidéer.
Artens utbredningsområde är Tasmanien. Inga underarter finns listade i Catalogue of Life.